# Ana Aslan
Ana Aslan (n. 1 ianuarie 1897, la Brăila – d. 20 mai 1988, la București) a fost medic român specialist în gerontologie, academician din 1974, director al Institutului Național de Geriatrie și Gerontologie (1958- 1988).
A evidențiat importanța procainei în ameliorarea tulburărilor distrofice legate de vârstă, aplicând-o pe scară largă în clinica de geriatrie, sub numele de Gerovital. Numeroase personalități internaționale au urmat tratament cu Gerovital: Josif Broz Tito, Charles de Gaulle, Hrusciov, J.F. Kennedy, Indira Gandhi, Marlene Dietrich, Konrad Adenauer, Charlie Chaplin, Kirk Douglas, Salvador Dali. Ana Aslan a inventat (în colaborare cu farmacista Elena Polovrăgeanu) produsul geriatric Aslavital, brevetat și introdus în producția industrială în 1980.

## Date biografice
Ana Aslan s-a născut la 1 ianuarie 1897, la Brăila, fiind cea mai mică dintre cei patru copii ai Sofiei Aslan și ai lui Mărgărit Aslan, ambii intelectuali de origine armeană. Urmează cursurile Colegiului Romașcanu din Brăila. La 13 ani își pierde tatăl iar familia Aslan părăsește orașul natal și se mută la București. În 1915, Ana absolvă Școala Centrală din București iar la 16 ani, visează să ajungă pilot și chiar zboară cu un mic aparat, tip Bristol - Coandă. În cele din urmă se decide să devină medic. Declară greva foamei pentru a înfrânge împotrivirea mamei și se înscrie la Facultatea de Medicină din Capitală.
În timpul Primului Război Mondial, Ana Aslan a îngrijit soldații în spitalele militare din spatele frontului de la Iași. După întoarcerea la București, în anul 1919, ea a lucrat alături de marele neurolog Gheorghe Marinescu iar trei ani mai târziu, a absolvit Facultatea de Medicină. Este numită preparator la Clinica II din București, condusă de profesorul Daniel Danielopolu, care o îndrumă și în alcătuirea tezei de doctorat           ( Cercetări asupra inervației vasomotorii), susținută în 1924.
Urmează o activitate didactică și spitalicească la Filantropia, Institutul Clinico-Medical al Facultății de Medicină din București, Clinica Medicală din Timișoara, Spitalul CFR. Din 1949, devine șeful Secției de fiziologie a Institutului de Endocrinologie din București. Este punctul de plecare al carierei ei de gerontolog. Experimentează procaina în afecțiunile reumatice, în cazul unui student țintuit la pat din cauza unei crize de artroză. Continuă cercetările într-un azil de bătrâni și evidențiază importanța procainei în ameliorarea tulburărilor distrofice legate de vârstă, aplicând-o pe scară largă în clinica de geriatrie, sub numele de Gerovital.Menționăm faptul că Gerovital H3, creația medicamentoasă a Anei Aslan, indiscutabil cel mai cunoscut medicament românesc peste hotare, este deja aprobat în mod legal de autoritățile sanitare din circa 70 de țări din lume, între care seaflă și țări cu o mare tradiție în ceea ce privește industria farmaceutică ca Elveția, Germania, Franța, Anglia. În colaborare cu Elena Polovrăgeanu, farmacistă, a inventat produsul geriatric Aslavital, brevetat și introdus în producția industrială în 1980. Obține rezultate remarcabile, care sunt comunicate Academiei Române. De asemenea, a fost aleasă membră a Academiei Române, în anul 1974. A fost autoarea a peste 300 de lucrări, comunicări, studii, articole publicate în țară și străinătate.  
Ana Aslan a înființat și a condus Institutul Național de Geriatrie și Gerontologie din București. Colecția de scrisori primite pe adresa institului, adresate ei, cuprinde peste 100 000 de scrisori venite din 123 de țări. Începând din anul 1980 a fondat și condus  „Revista română de gerontologie și geriatrie”.
A murit pe 20 mai 1988, la București.

## Invenții
- 1952 - prepară vitamina H3 (Gerovital), produs geriatric brevetat în peste 30 de țări
- 1980 - a inventat, împreună cu farmacista Elena Polovrăgeanu, Aslavital, produs geriatric.[12]:p. 40

## Titluri
- Membră a Academiei Medicale Române;[13]
- Membră a Academiei de Științe, din New York;
- Membră a Uniunii Mondiale de Medicină Profilactică și Igienă Socială;
- Membră de Onoare a Centrului European de Cercetări Medicale Aplicative;
- Membră în Consiliul de Conducere al Asociației Internaționale de Gerontologie;
- Membră a Societății Naționale de Gerontologie din Chile;
- Membră a Asociației Internaționale a Femeilor Medic;
- Membră a Societății pentru Cercetări privind Alimentele și Substanțele Vitale;
- Președintă a Societății Române de Gerontologie.

## Premii și distincții
- 1952 - Premiul internațional și medalia "Leon Bernard", prestigioasă distincție acordată de Organizația Mondială a Sănătății, pentru contribuția adusă la dezvoltarea gerontologiei și geriatriei
- Meritul Științific Cl. I (1967)[14]
- Ordinul Meritul Sanitar clasa I (8 aprilie 1970) „pentru merite deosebite în domeniul ocrotirii sănătății populației din țara noastră”.[15]
- titlul de Erou al Muncii Socialiste și medalia de aur „Secera și ciocanul” (4 mai 1971) „cu prilejul aniversării a 50 de ani de la constituirea Partidului Comunist Român, [...] pentru merite deosebite în domeniul științei, artei și culturii”[16]
- Ordinul Muncii clasa I (7 mai 1981) „pentru rezultatele obținute în îndeplinirea cincinalului 1976–1980, pentru contribuția deosebită adusă la înfăptuirea politicii Partidului Comunist Român de făurire a societății socialiste multilateral dezvoltate în patria noastră, cu prilejul aniversării a 60 de ani de la făurirea Partidului Comunist Român”[17]
- Merito della Republica, Italia
- Cavaler al Ordinului Palmes académiques, Franța
- Profesor Honoris Causa și Doctor emerit al Universității Bragança Paulista, din Brazilia